# لين غاريت
لين غاريت (بالإنجليزية: Len Garrett)‏ هو لاعب كرة قدم أمريكية أمريكي، ولد في 18 ديسمبر 1947.

## وصلات خارجية
- لين غاريت على موقع مرجع كرة القدم المحترفة.كوم (الإنجليزية)